# Carrer Verdi
El carrer Verdi, antigament anomenat carrer Ample, és un carrer de la Vila de Gràcia. És considerat un dels carrers més emblemàtics del barri.

## Toponímia
Era denominat oficialment el carrer Ample, per ser el més espaiós de la vila, fins que el 5 de setembre del 1907 se'l va rebatejar carrer Verdi, en honor del compositor italià Giuseppe Verdi.
Abans també havia estat anomenat el carrer del Progrés i el carrer de la Indústria, si bé popularment se'l coneixia com el carrer de les Monges perquè hi havia un convent de les Clarisses de la Divina Providència.

## Activitat

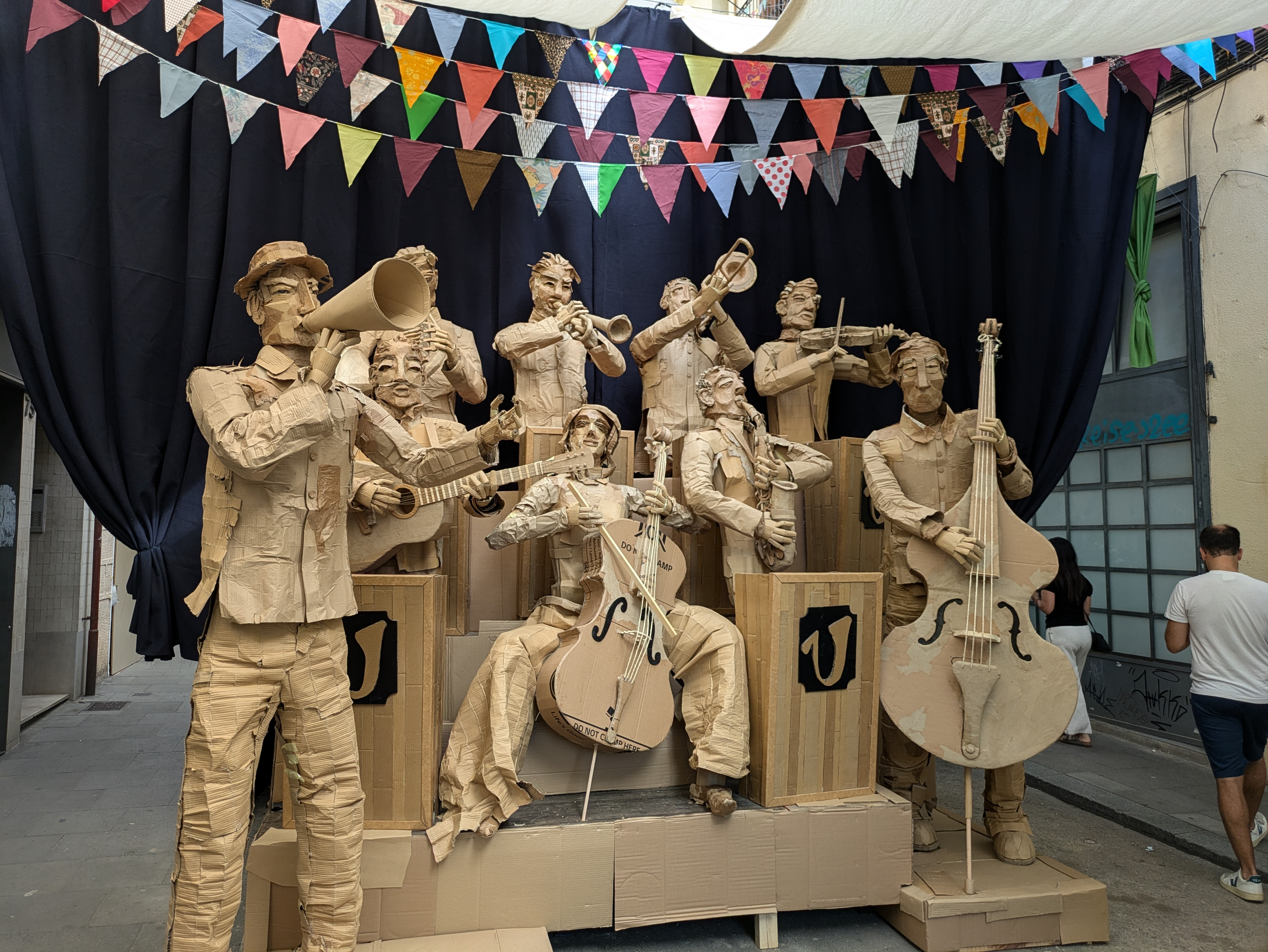
Carrer Verdi decorat per les Festes de Gràcia del 2024.

És un carrer amb quatre trams diferents. És el més transitat de Gràcia, juntament amb el carrer d'Astúries.
Es caracteritza per l'activitat cultural, ja que acull els Cinemes Verdi, així com galeries d'art, botigues de disseny i bars i restaurants.
És el primer carrer que es té constància que es va decorar per les Festes de Gràcia, concretament l'any 1862. Entre el 1959 i el 1978 no hi van participar; després, del 1978 fins al 2014, van guanyar setze vegades el concurs de guarnir els carrers. En aquesta prova, el tram de dalt i el del mig de Verdi hi participen per separat.

## Patrimoni arquitectònic
El carrer allotja obres arquitectòniques com ara la Torre Jaume Rusiñol i la Casa Miquel Call Millàs.

## En la cultura popular
La sèrie de televisió catalana Teresina S.A. (La Cubana, 1992), emesa per TV3, està ambientada en un pis al carrer Verdi de Gràcia.
El 1982, el compositor Antoni Albors va publicar una sardana amb el títol «Els amics del carrer Verdi». També n'hi va dedicar una Ricard Miró i Salvadó, titulada «El carrer Verdi».